# Dunham Massey
Dunham Massey is een civil parish in het bestuurlijke gebied Trafford, in het Engelse graafschap Greater Manchester met 487 inwoners.